# Adjuvilo
Adjuvilo is een internationale hulptaal, die in 1908 door Claudius Colas onder het pseudoniem "Profesoro V. Esperema" werd gemaakt.
Hoewel het een volledige en complete taal was, lag het nooit in de bedoeling van de maker dat deze ooit zou worden gesproken. Colas, zelf esperantist, vervaardigde het Adjuvilo slechts om verdeeldheid te scheppen binnen Ido-beweging, die destijds sterk in opmars was.

## Voorbeeld
Het Onze Vader:
Patro nosa qua estan en cielos,
santa esten tua nomo,
advenen tua regno,
esten farata tua volo, quale in cielos, tale anke sur la tero.
Nosa pano omnadaga donen a nos hodie ;
nosas ofendos pardonen a nos quale nos pardonan a nosas ofendantos,
e ne lasen nos fali en tento, ma liberifen nos de malbono.
Amen !